# فیات اتومبیلز
فیات اتومبیلز (به ایتالیایی: Fiat Automobiles) خودروساز ایتالیایی است، که پس از تجدید ساختار و سازماندهی دوباره گروه فیات در سال ۲۰۰۷، به‌عنوان بخش تولید خودروهای سواری فیات، تأسیس گردید. فیات اتومبیلز هم‌اکنون یکی از شرکت‌های تابعه استلانتیس می‌باشد و دفتر مرکزی آن در لینگاتو، واقع در شهر تورین قرار دارد. فیات اتومبیلز تاکنون موفق به دریافت ۱۲ جایزه خودروی سال اروپا شده‌است.

## نگارخانه

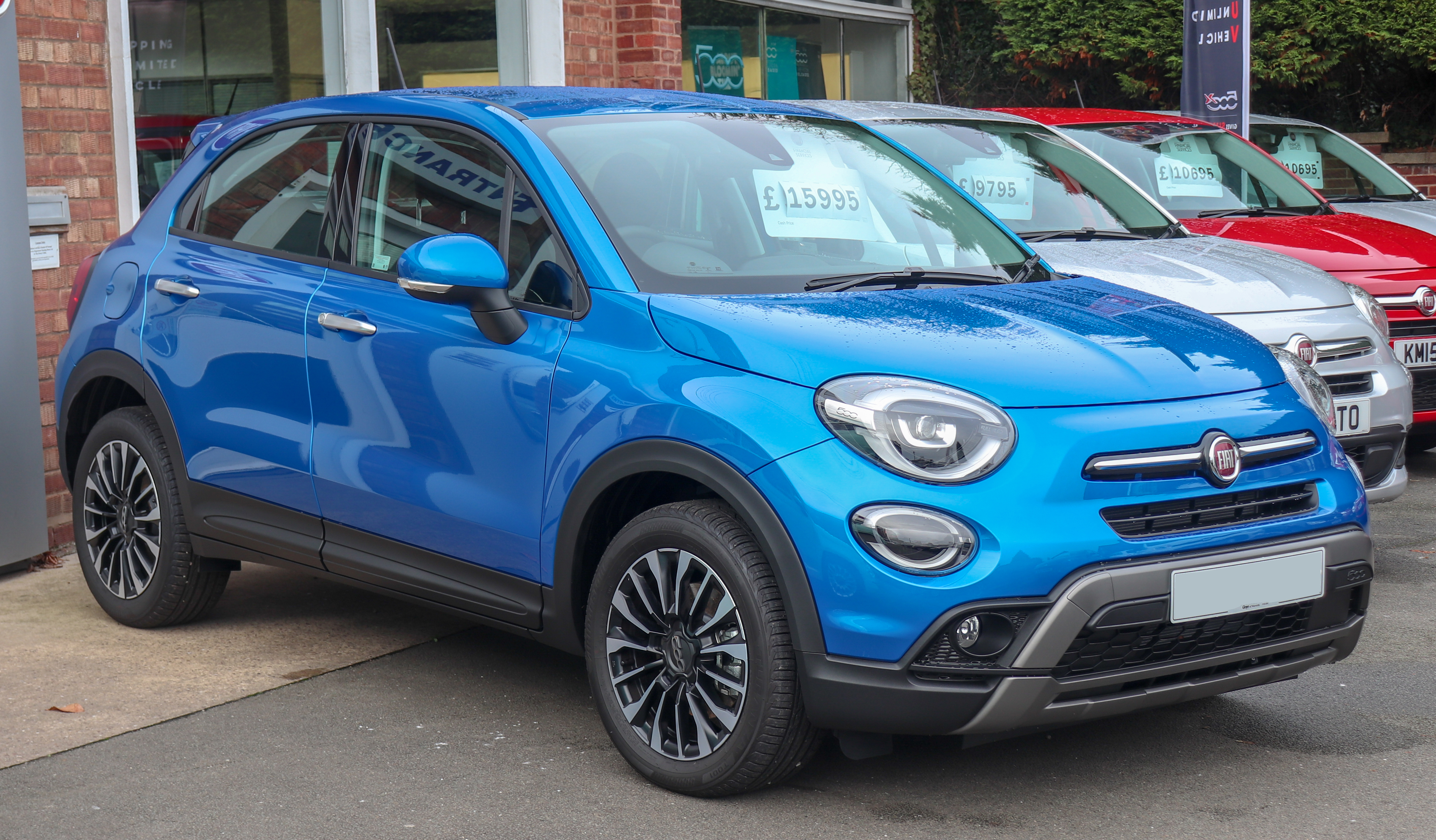
Fiat 500X
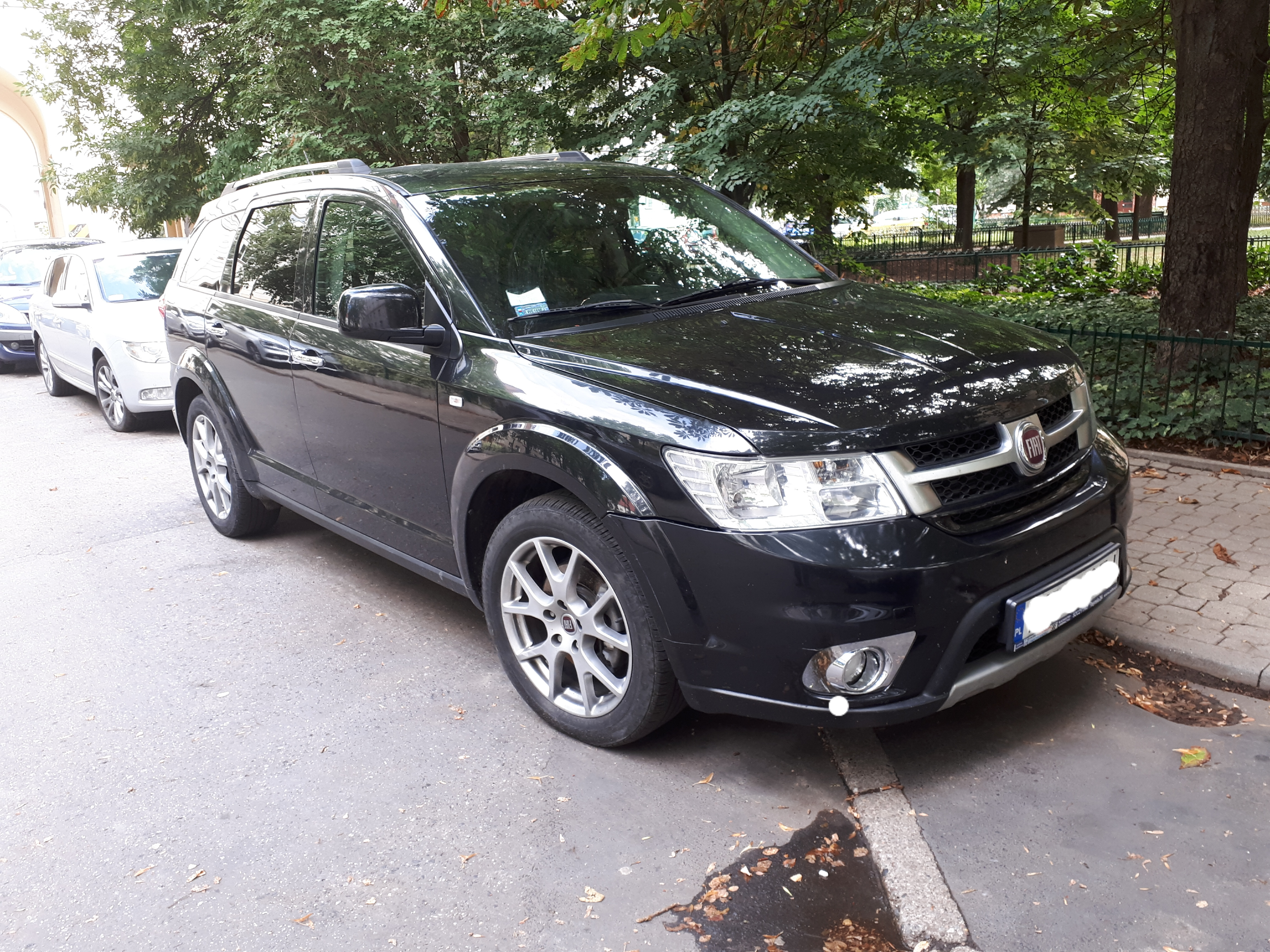
Fiat Freemont
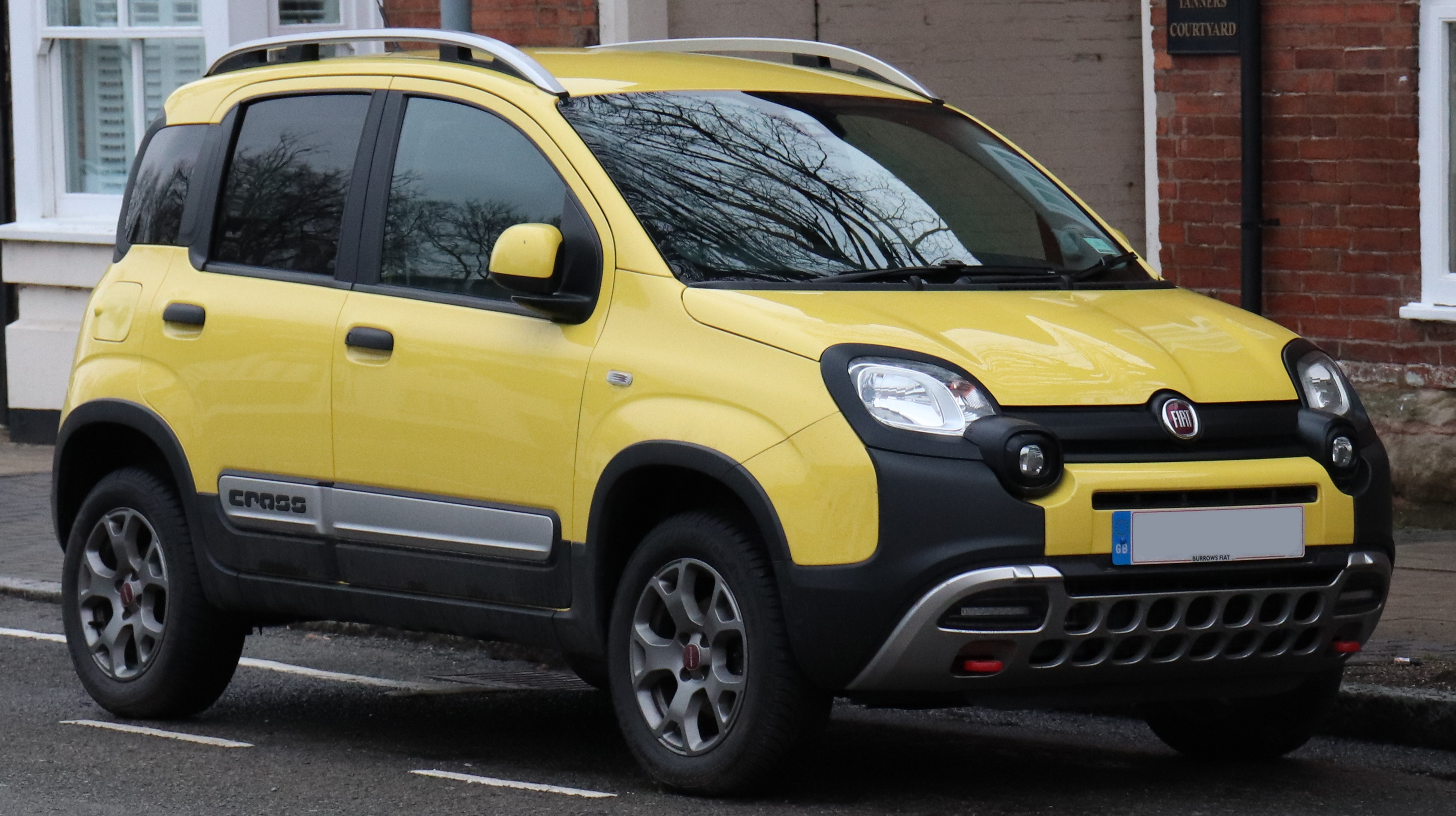
Fiat Panda Cross
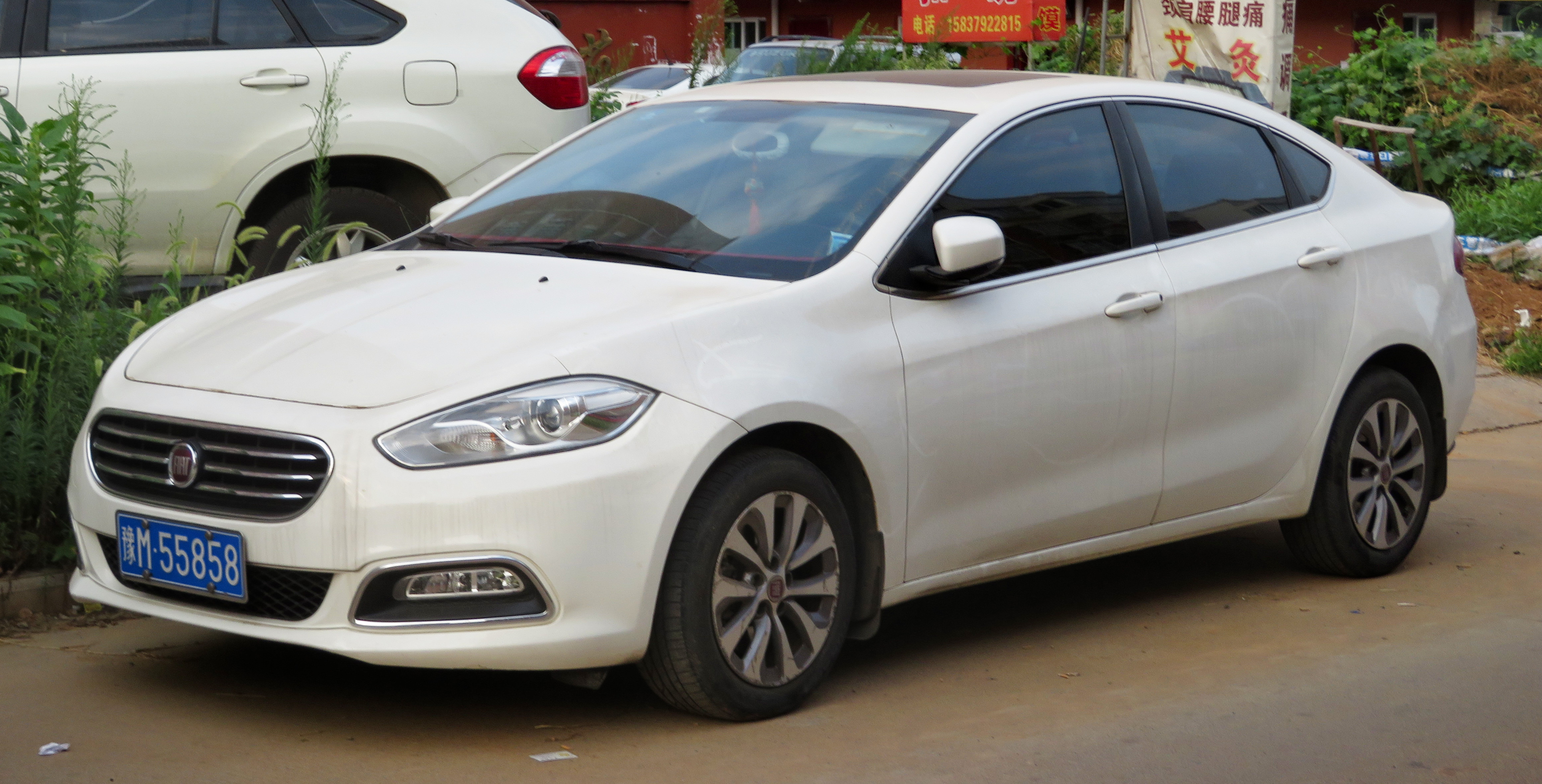
Fiat Viaggio